# Fernando Reina Iglesias
Fernando Reina Iglesias (Acapulco, 6 de marzo de 1978) es un deportista, empresario y político mexicano.

## Trayectoria
Fernando Reina estudió la carrera de licenciado en mercadotecnia en el Instituto Tecnológico y de Estudios Superiores de Monterrey. Asimismo, cursó estudios de posgrado en la Universidad Internacional de Cuernavaca, y obtuvo el grado de maestría en administración de negocios internacionales en la Universidad Internacional (Uninter) y también la maestría en gestión de políticas públicas (ITESM).[cita requerida]
El 6 de agosto del 2011, contrajo matrimonio con la actriz y conductora mexicana Galilea Montijo en el puerto de Acapulco, Guerrero. La ceremonia civil fue presidida por el juez y alcalde de la ciudad, Manuel Añorve Baños. Tiene un hijo en común, Mateo, nacido en 2012.

## Competencias de esquí acuático

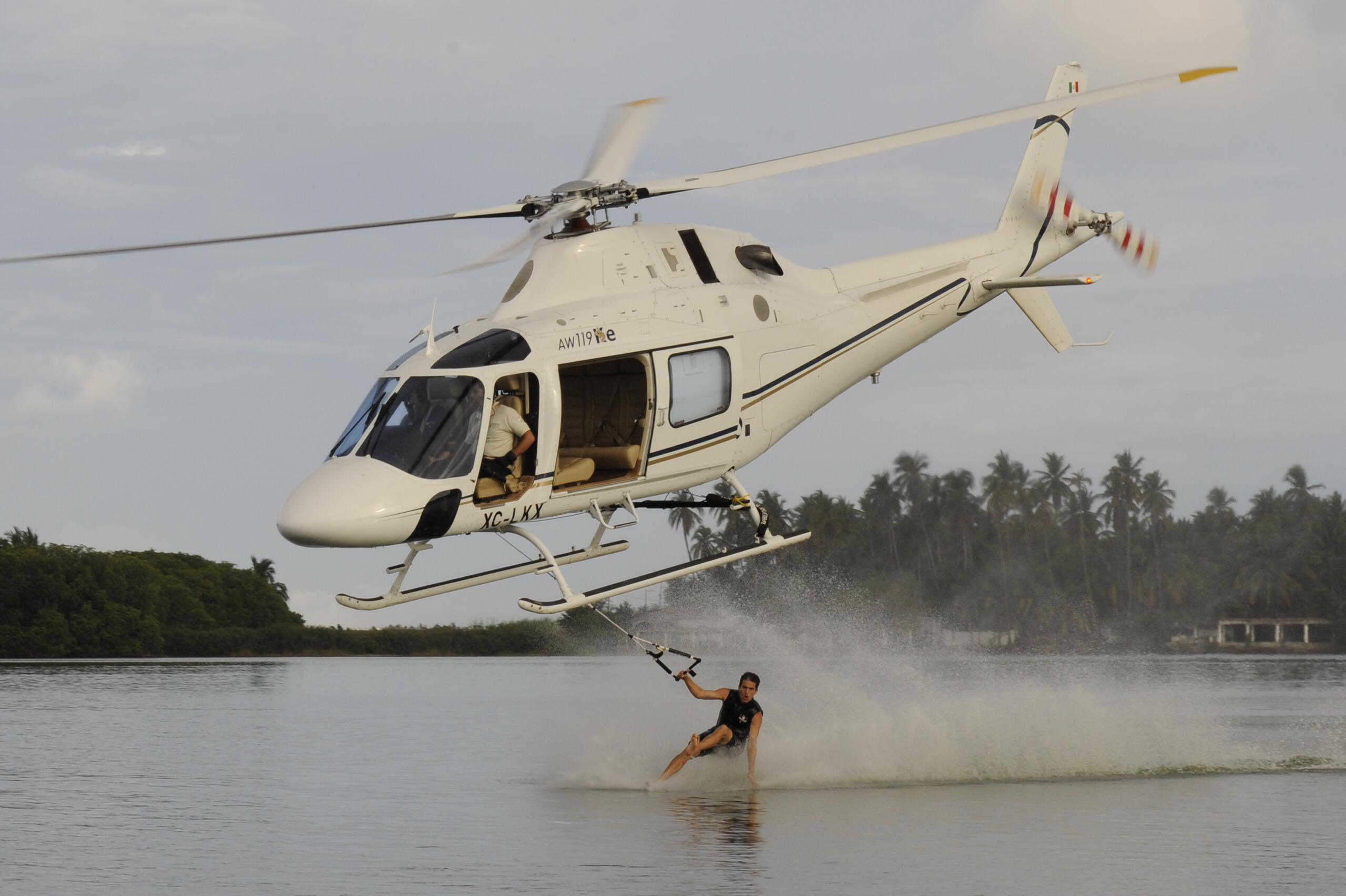
Fernando Reina usando un helicóptero oficial perteneciente a la Secretaría de Salud rompe récord mundial de esquí acuático descalzo, México.

Desde el 2009 Fernando Reina Iglesias ha sido campeón nacional mexicano de esquí acuático descalzo (barefoot) en la categoría abierta y en el año de 1998 fue Campeón Nacional en los Estados Unidos en la división Jr. 
El 7 de marzo de 2011 Fernando Reina Iglesias rompe el récord mundial de esquí acuático en la modalidad descalza, dicho récord tenía 22 años y pertenecía al esquiador norteamericano Scott Pellaton.

## Trayectoria política
De agosto del 2005 a abril del 2008 fue director general de Promoción y Fomento al Desarrollo de la Secretaría de Fomento Turístico del Estado de Guerrero. Se encargó del desarrollo del Atlas de la inversión turística del Estado de Guerrero para detonar el desarrollo de los diversos municipios con vocación turística que tiene esta entidad del sur de México.[cita requerida]
A partir de enero de 2009, se desempeñó como regidor en el ayuntamiento de Acapulco, en el que presidió la Comisión de Ecología, Medio Ambiente y Desarrollo Sustentable. Además, es Secretario Técnico de la Comisión de Desarrollo Urbano y Vocal de las Comisiones de Turismo y Hacienda.[cita requerida]
Como regidor, en el año 2009, emitió varias recomendaciones para que el Consejo de Promoción Turística de México diera un trato igual a todos los destinos de playa en ese país, señalando una inclinación a promover otros destinos distintos a Acapulco. Como presidente de la Comisión de Medio Ambiente del cabildo de Acapulco, logró obtener por unanimidad la votación para acuñar el término ventanas ecológicas, para que todos aquellos espacios que colindan con la zona federal y que aún no están construidos se mantengan sin alteración, y darle el privilegio al derecho de vista.[cita requerida]
A partir del 3 de enero de 2013, se integró al gobierno federal dentro de la Procuraduría Federal de Protección al Ambiente como coordinador de delegados de esa dependencia.[cita requerida]

## Controversias
En 2011, siendo entonces regidor de Acapulco, utilizó ilegalmente un helicóptero que la Secretaría de Salud del Estado de Guerrero había comprado para trasladar mujeres embarazadas de la región de la montaña (ambulancia aérea), con el fin de romper un récord de esquí acuático.